# 築城郡
築城郡（日语：／ Tsuiki gun */?）是過去位于日本福岡縣的郡，已於1896年2月26日與上毛郡合併為築上郡。
當時管轄的町村大部分已被合併為築上町，少部分地區被併入豐前市。

## 歷史
- 1889年4月1日：實施町村制，築城郡下設：椎田村、葛城村、西角田村、八津田村、築城村、上城井村、下城井村、角田村。
- 1896年2月26日：與上毛郡合併為築上郡。